# Graciella
Graciella is een kevergeslacht uit de familie van de boktorren (Cerambycidae). De wetenschappelijke naam van het geslacht werd voor het eerst geldig gepubliceerd in 1894 door Jordan.

## Soorten
Graciella omvat de volgende soorten:
- Graciella affinis Breuning, 1964
- Graciella albicans Breuning, 1961
- Graciella albomaculata (Breuning, 1952)
- Graciella brunneomaculata Hintz, 1912
- Graciella circuloides Teocchi, 1997
- Graciella circulum Báguena, 1952
- Graciella compacta Jordan, 1894
- Graciella epipleuralis (Breuning, 1950)
- Graciella flavovittata Teocchi & Sudre, 2003
- Graciella mariettae Lepesme & Breuning, 1955
- Graciella moea Jordan, 1903
- Graciella nigromarginata Hintz, 1912
- Graciella pulchella (Klug, 1835)